# الحرب التونسية البندقية
الحرب التونسية البندقية (1784-1792) هي حرب إندلعت بين الإيالة التونسية بقيادة حمودة باشا وجمهورية البندقية. وقد انتهت الحرب بانتصار تونس.

## الخلفية
تعود أسباب نشوب الحرب إلى سنة 1781 أيّام حكم الباي علي باشا حيث قام بحارة تونسيون باستئجار سفينة بندقية لنقل سلعهم من مدينة الإسكندرية إلى مدينة صفاقس، لكن لما كان المركب في البحر وقع في ركابه مرض الوباء، ومع وصول السفينة إلى صفاقس رفض والي المدينة دخولها فاتجهوا نحو العاصمة تونس أين يوجد المحجر الصحي إلا أن قبطان السفينة قرر التوجه نحو مالطة حيث عاملت السلطات والأهالي التجار التونسيين بقسوة كما قاموا بإحراق حمولة السفينة.

عندها طالب حمودة باشا باي تونس، البندقية بدفع تعويضات للتجار لأنها كانت في حماية أحد سفنها، لكن البنادقة تماطلوا في دفع التعويضات، فبعث حمودة باشا برسالة لمجلس الأعيان البندقي أعطاهم فيها أجلا يقدر بـ 6 أشهر لدفع التعويضات، إلا أن البنادقة واصلوا في التسويف. فتعكرت العلاقة بين البلدين وزاد في ذلك التعكير إستفزازات أخرى قام بها أسطول البندقية ضد الحملات التجارية التونسية، منها إغراق سفينة بندقية كانت عليها حمولة تونسية وعدم سماح القبطان البندقي للتونسيين بإنقاذها.
فأصبح حمودة باشا يطالب بتعويض مضاعف للخسائر التي لحقت بالتجار التونسيين، ومع تواصل رفض البنادقة دفع التعويضات قررت تونس يوم 17 يناير 1784 إعلان الحرب على جمهورية البندقية.

## أطوار الحرب
قبل بداية الحرب قام حمودة باشا بالإستعداد الجيّد لها حيث قام بتحصين موانئ حلق الواد و بنزرت و صفاقس وسوسة وبقية الموانئ بصفة جيّدة. وبعد 5 أيام من إعلان الحرب (22 جانفي 1784) أمر حمودة باشا قائد الأسطول البندقي المفاوض في تونس بمغادرة البلاد مع جميع طاقمه في مدة لا تتجاوز الـ 24 ساعة. وفي صيف 1784 وصل إلى ميناء تونس أسطول بندقي يقوده الأدميرال أنجلو إيمو فقدّم له حمودة باشا اقتراحات بشأن إحلال السلام بين الدولتان إلا أنّ الأدميرال رفضها فأعلمه الباي أنّه سيواصل الحرب إلى حين الحصول على التعويضات، حينها قرر أنجلو إيمو الإتجاه نحو مدينة سوسة التّي قصفها مدة ثمانية أيام وألحق بها بعض الأضرار المادية والبشرية فيما قتل عدد من بحّارته ثم عاد الأسطول لمدينة البندقيّة لقضاء فصل الشتاء فيها.

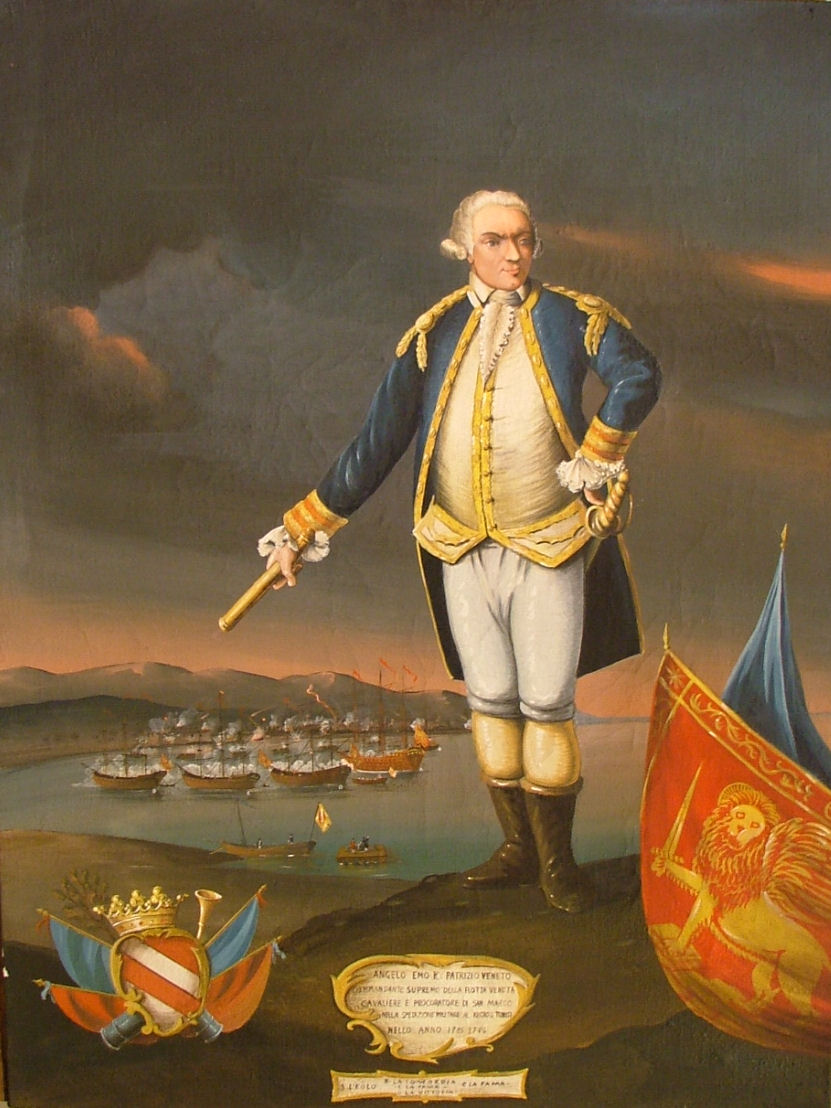
الأدميرال أنجلو إيمو

و في يوم 11 يوليو 1785 عاد الأسطول ليقصف مدينة سوسة من جديد لكن بدون نجاح فتجّه نحو مدينة صفاقس التي قصفها هي بدورها لكنه فشل مرّة أخرى، فتوجّها شمالا نحو ميناء حلق الواد الذّي قصفه لمدّة ثلاثة أيام لكن النتيجة كانت مخيبة له حيث كانت الدفاعات تونسية شديدة الصلابة، أمام فشله المتكرّر كتب الأدميرال إيمو لحمودة باشا مهددا إياه بتدمير حلق الواد إن لم يخضع لمطالب البندقية، فرفض الباي دعوة إيمو وقال له «أن صلح هو في دفع كل خسائر تونس، وأنه إذا هدمت حصون حلق الواد ستكون دولة البندقية مجبرة على إعادة بنائها من جديد» عندها قرّر أنجلو إيمو تنفيذ وعده وبدأ قصف حلق الواد حينها تدخل الوزير الأوّل مصطفى خوجة بين الباي والأدميرال ليوقف القصف ولتبدأ مفاوضات بينهما لكن هذه المفاوضات فشلت وقرر الباي مضاعفة الفدية المطلوبة بـ 4 مرّات، عندها أتجه إيمو بأسطوله نحو صفاقس و قصفها بشدّة ثم أتجه نحو مدينة بنزرت التي قصفها قصفا عنيفا فتضرّرت كثيرا لانكشافها على البحر، وفي يوم 24 سبتمبر 1786 تم قصف مدينة سوسة. لكن هذه الخسائر لم تهز من معنويات حمودة باشا الذّي رفع من قيمة الفدية المطلوبة إلى 100 ألف قطعة محبوب (عملة تونس المحلية أنذاك).

## نهاية الحرب ونتائجها
مع تطوّرت وقائع الحرب حدثت ثلاث أمور عجّلت بنهايتها وهي:
1. وفاة الأدميرال أنجلو إيمو يوم 3 مارس 1792 في جزيرة مالطة و قد كان حمودة باشا يعتبره عدو شخصي له.
2. تكليف الحرب الباهضة على جمهورية البندقية التّي لم تكن تتوقع أن السواحل التونسيّة كانت محصّنة بتلك الطريقة التّي وجدوها عليها والتّي كلّفتهم كثيرا.
3. بداية ظهور تهديد من قبل الجزائر لغزو تونس ما جعل حمودة باشا يعجّل بإحلال سلام كي لا يقع في كماشة

بسبب هذه الأمور الثلاثة قبل حمودة باشا إجراء مفاوضات مع البندقية وهي المفاوضات التّي أنتجت معاهدة صلح بين بلدين يوم 2 مايو 1792 و قد نصت المعاهدة على دفع البندقية 40 ألف محبوب لتونس إضافة إلى هدايا ثمينة للباي.
لقد كانت نتائج هذه الحرب على تونس عديدة منها تعزز نفوذ تونس وهيبتها في الخارج إضافة إلى المرابيح الاقتصادية التّي تحصلت عليها البلاد بسبب التعويضات. أمّا نتائجها على البندقية فقد كانت أوّلا خسائر مادية ضخمة وثانيا قررت الجمهورية إعادة هيكلة أسطولها على طريقة البحرية الملكية البريطانية بعد الهزائم التّي لحقت بها على السواحل التونسية.